# 中里透
中里 透（なかざと とおる、1965年 - ）は、日本の経済学者。上智大学准教授。専門は財政学、マクロ経済学。東京都出身。

## 略歴
- 1988年東京大学経済学部卒業
- 1996年東京大学大学院経済学研究科修士課程修了、日本開発銀行嘱託職員
- 1998年東京大学経済学部助手、経済企画庁経済研究所客員研究員（1998年-2000年）
- 2000年上智大学経済学部専任講師
- 2001年内閣府経済社会総合研究所客員研究員（2001年-2003年)
- 2003年上智大学経済学部助教授
- 2005年参議院企画調整室客員調査員（2005年）
- 2007年上智大学経済学部准教授

## 論文
- "Intertemporal Tax Smoothing and Budget Deficits in Japan:1957-1997" in Ihori, Toshihiro and Masakazu Sato eds., Government Deficit and Fiscal Reform in Japan, Kluwer Academic Publishers.
- 90年代の財政運営：評価と課題『フィナンシャル・レビュー』第62号
- 財政再建と景気回復の両立可能性：財政政策の非ケインズ効果をめぐる論点整理」『経済分析』第163号, 内閣府経済社会総合研究所。

## 人物
- 上智大学経済学部では「経済学総論」、「財政学」を担当。